# Szaloniki
Szaloniki (görögül [Θεσ]σαλονίκη [The]szaloníki], ógörög ejtéssel Thesszaloniké, latinul: Thessalonica, törökül: Selânik, szláv nyelveken Сoлун, [Szolun], albánul: Selanik vagy Selaniki) Görögország második legnagyobb városa és legforgalmasabb kikötője, Közép-Makedónia régió székhelye.

## Éghajlat
| Hónap                         | Jan. | Feb. | Már. | Ápr. | Máj. | Jún. | Júl. | Aug. | Szep. | Okt. | Nov. | Dec. | Év   |
| ----------------------------- | ---- | ---- | ---- | ---- | ---- | ---- | ---- | ---- | ----- | ---- | ---- | ---- | ---- |
| Átlagos max. hőmérséklet (°C) | 9,3  | 11,2 | 14,7 | 19,5 | 24,9 | 29,9 | 32,5 | 32,4 | 27,0  | 21,1 | 15,7 | 10,6 | 20,8 |
| Átlagos min. hőmérséklet (°C) | 2,2  | 3,5  | 5,7  | 9,2  | 14,0 | 18,8 | 21,2 | 21,3 | 17,1  | 12,9 | 8,2  | 3,8  | 11,5 |
| Átl. csapadékmennyiség (mm)   | 35   | 30   | 40   | 30   | 43   | 27   | 27   | 19   | 49    | 51   | 38   | 52   | 440  |
| Havi napsütéses órák száma    | 117  | 124  | 171  | 205  | 257  | 308  | 338  | 311  | 225   | 161  | 115  | 95   | 2426 |
| Forrás:                       |      |      |      |      |      |      |      |      |       |      |      |      |      |

## Történelem
A várost i. e. 315-ben alapította Kasszandrosz makedón uralkodó, s a feleségéről – aki egyben Nagy Sándor húga is volt –, Thesszalonikéről nevezte el. Jelentése: „győzelem a thesszáliaiak fölött” (Nagy Sándor húga azért kapta ezt a nevet, mert apja aznap szerzett tudomást a születéséről, amikor győztes csatát vívott a thesszáliaiak ellen). Az i. e. 2. században fallal vették körbe a várost, amely ekkor Makedónián belül saját parlamenttel rendelkező autonóm városállam volt.
A város i. e. 168-ban a Római Birodalom része lett. A városon vezetett keresztül a Dyrrachiumot (ma Durrës) Bizánccal (ma Isztambul) összekötő Via Egnatia.

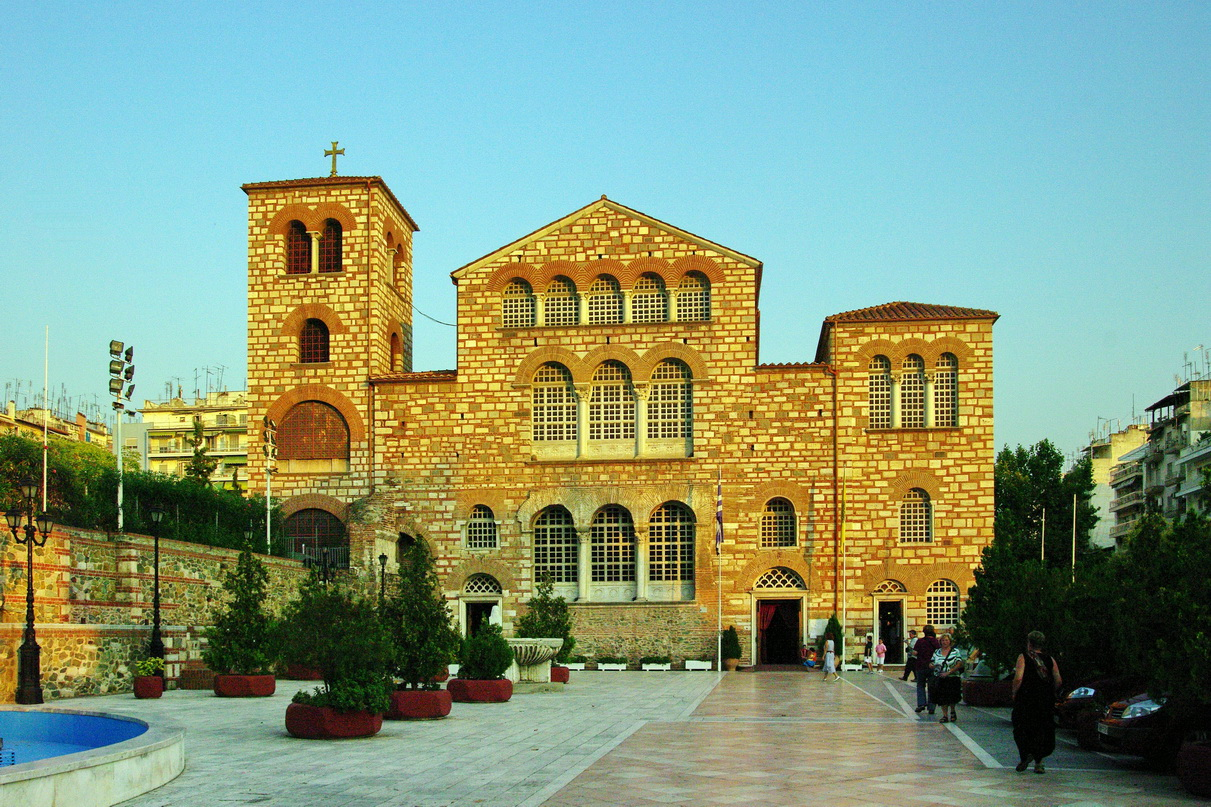
Szent Dimitriosz templom

A városban az 1. században zsidó közösség alakult, de a keresztények is megjelentek a városban. Pál apostol második útja a várost is érintette. Prédikált a zsinagógában és az új templomban.
Itt született Demetrius, aki római prokonzul volt Görögországban, és katonaként többször is megmentette a várost a szláv hódítóktól. A keresztényellenes Maximianus császár 306-ban kivégeztette. Szent Demeter vértanú tiszteletére emeltette a Szent Dimitriosz templomot Illyricum alprefektusa 463-ban.

### Bizánci idők

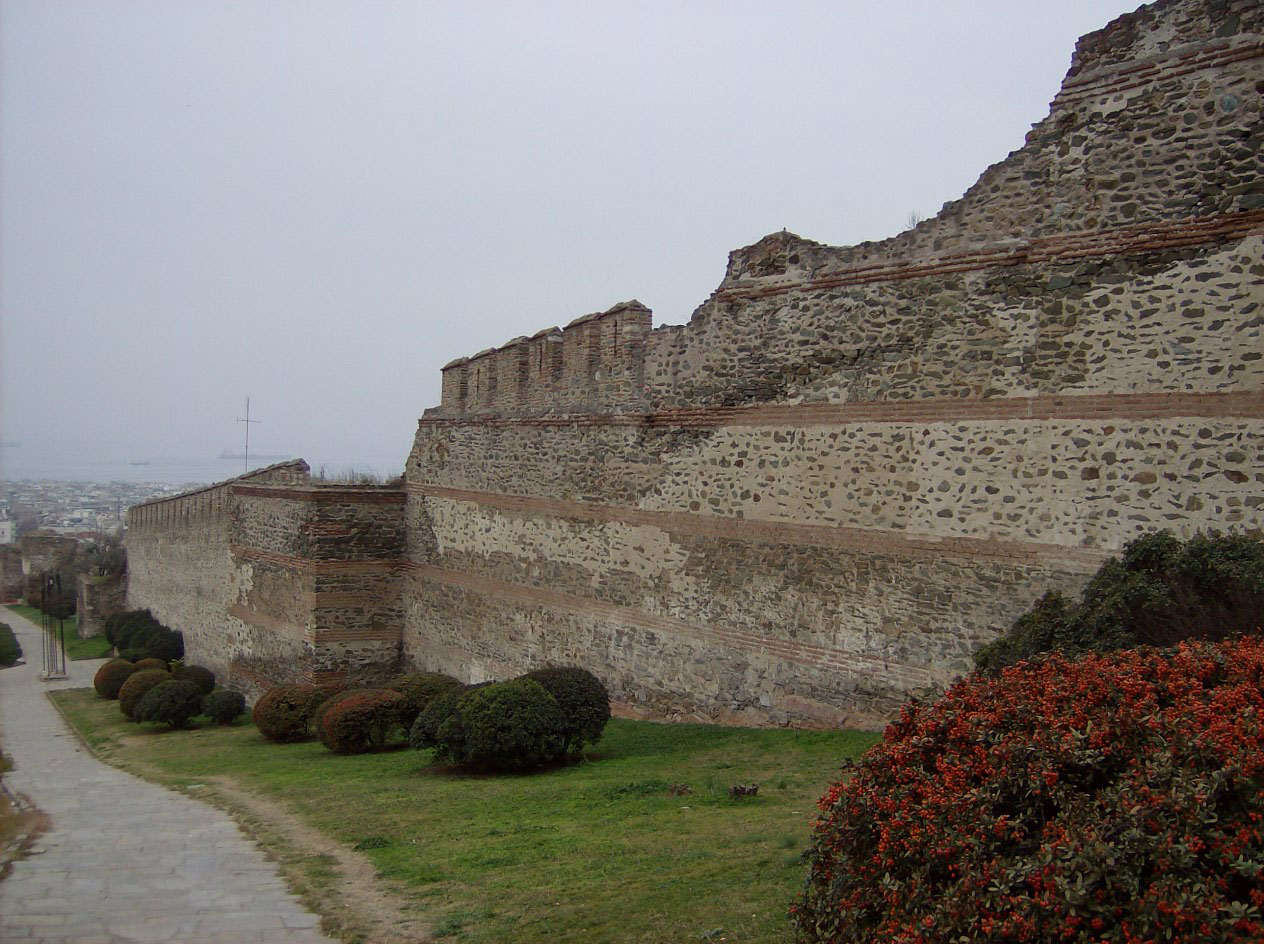
Bizánci városfal

A Római Birodalom kettéválásakor a Keletrómai Birodalom része lett, amelyet később Bizánci Birodalomnak neveztek. Thesszaloniké a második legfontosabb város Bizánc után. 390-ben itt tört ki zendülés I. Theodosius római császár és csapatai ellen, melynek megtorlásaként a császár 7000 szaloniki lakost mészároltatott le a város hippodromjában.

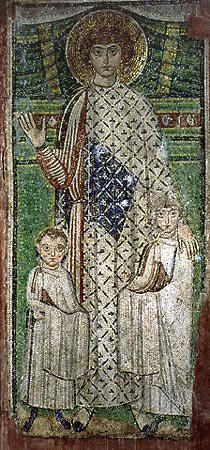
Mozaik a Szent Dimitriosz templomban

A 7. században szlávok telepedtek le a városban, de nem hódították meg. A bizánci hittérítő testvéreket, Szent Cirillt és Szent Metódot – akik ebben a városban születtek – III. Mihály császár elküldte misszionárius útra északra. Az ő térítésüknek köszönhetően alakult ki az ószláv nyelv.
904-ben az arabok kifosztották és lakosságát megtizedelték.
A város fejlődése folytatódott a 12. században a Komnénosz-dinasztia alatt, akik  megnövelték Bizánci Császárság területét a későbbi Magyarország és Szerbia felé. A városban ekkor már található pénzverde.
Nagy Manuél halála után, 1180-ban, a Bizánci Birodalom hanyatlásnak indult. 1185-ben a szicíliai normann uralkodó meghódította a várost, aminek eredményeként a város megsemmisült. Az ő uralkodásuk alatt rosszabbul éltek a városban, mert két háború is volt Bizánccal, és ekkor evakuálták a város lakosságát.
Thesszaloniké 1204-ben ismét Bizánc része lett, amikor a keresztesek elfoglalták a várost a IV. keresztes hadjáratban. Így 1205-től két évtizedre az egyik keresztes hercegség fővárosa lett.

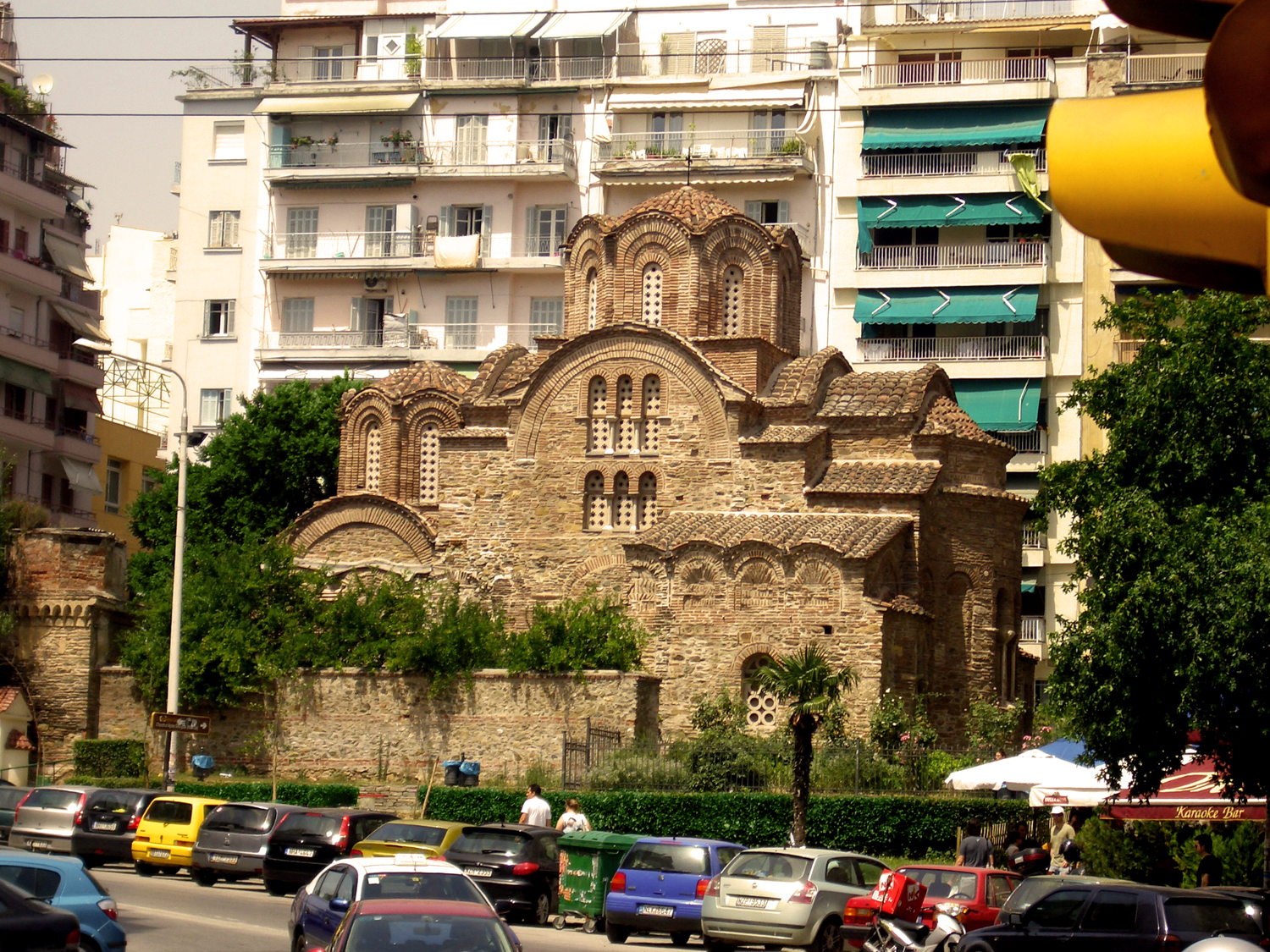
Szent Pantaleon bizánci templom a 14. századból

Az ún. zelóta lázadás 1342-ben megteremtette görög földön az első kommunát, amelyet a bizánci császári seregek csak hétévi keserves küzdelem árán tudtak leverni.
A város volt a terület egyik legnagyobb tudományos központja. Itt tevékenykedett Thomas Magister (1275?–1347 után), Demetriosz Trikliniosz (1280–1340), Palamasz Szent Gergely  (1296–1359) és Demetriosz Kydonesz (1324–1397).
1387–1391 és 1394-től ismét a törökök uralkodtak a városban. 1403-ban Thesszaloniké ismét Bizánc része majd 1423-tól a Velencei Köztársaság része.

### Török idők

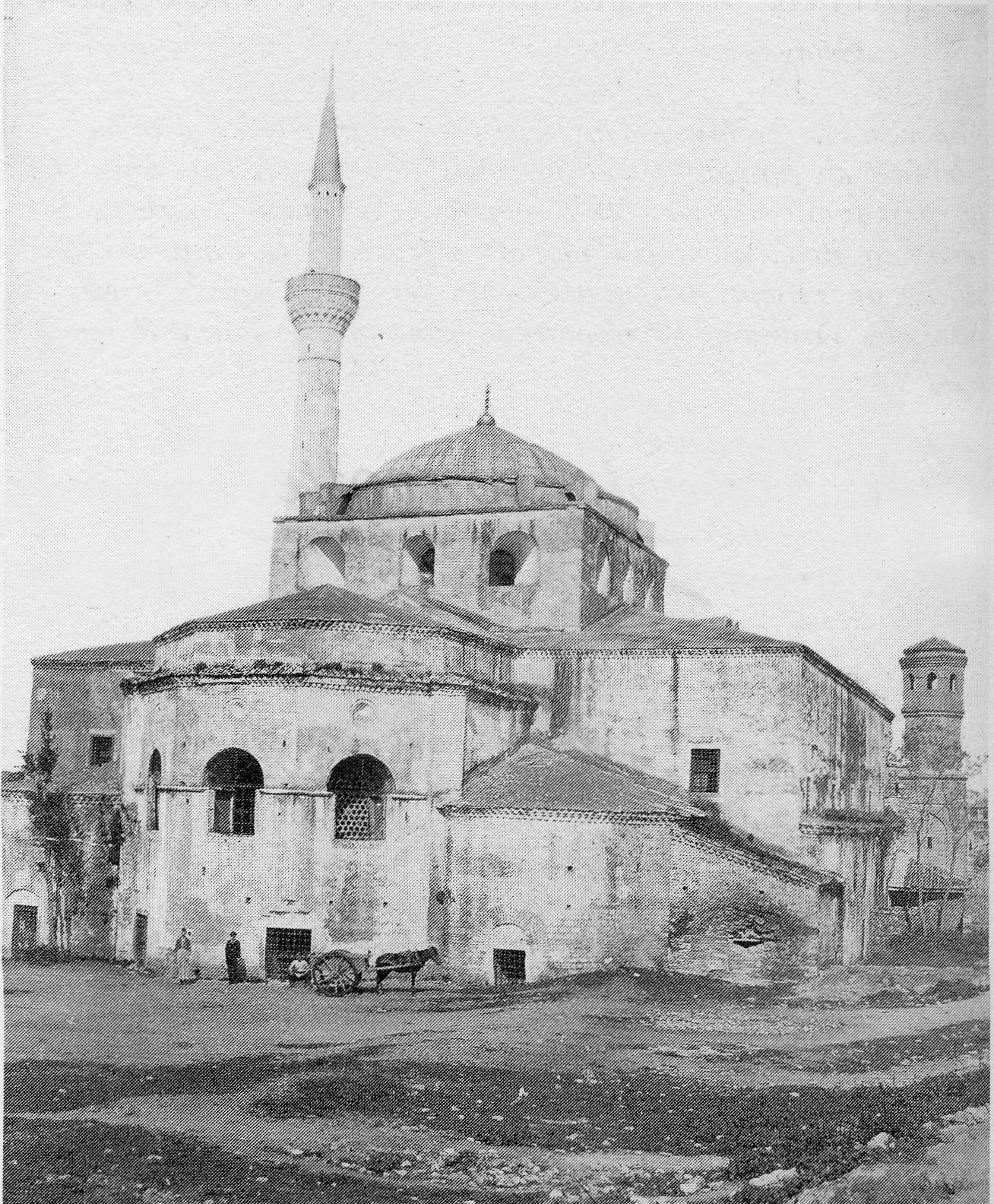
A 8. században épült Hagia Szofia (Szent Bölcsesség) templom mint mecset 1890-ben

1430-ban a várost meghódította II. Murád szultán, és ezzel az Oszmán Birodalom része lett. Szalonikit a törökök Selâniknak nevezték át.
Ekkor a város lakossága nagyon vegyes volt: zsidók, törökök, szlávok, albánok, görögök (ők tették ki a város lakosságának negyedét). Sok zsidó érkezett a városba 1492 után, amikor az Ibériai-félszigeten elűzték a szefárdokat.
A város a következő 5 évszázadban a törökök kezén maradt. Szaloniki volt az egyik legfontosabb város a birodalomban és a Balkán legfontosabb kereskedelmi központja.
Szaloniki a Ruméliai vilajet Selânik szandzsákának a központja volt 1393 és 1402 között, ill. 1430 és 1864 között.
A török időkben a városvezetés létrehozta az Ano Poli-t (felső város), amelyben  hagyományos faházak vannak. A város központjában található néhány dzsámi: a Hamza-Bej dzsámi, az Alatza Imaret dzsámi, a Bezesteni i Jahudi Hamam. Ezekhez még 40 minaret is tartozik.
Itt született 1881-ben Mustafa Kemal Atatürk, a „törökök atyja”. Szülőháza ma múzeum és része a török konzulátusnak. A városban ülésezett az Ifjú Törökök társasága a 20. század elején.
A vasút 1888-ban ért a városba, 1896 és 1904 között új kikötőt építettek ki.

### A 20. században

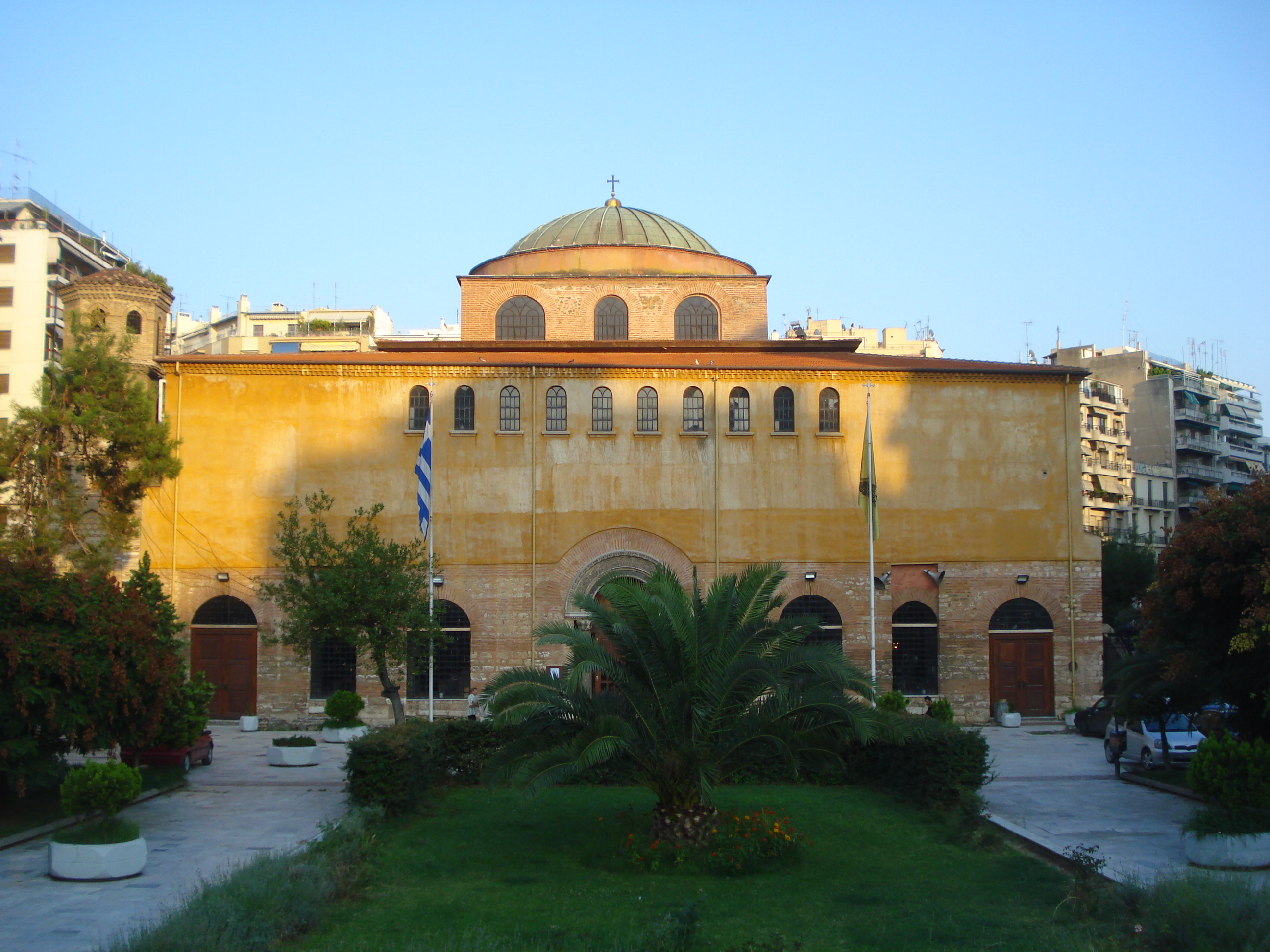
A Hagia Szofia napjainkban ortodox keresztény templom

Az első Balkán-háború során, 1912. október 26-án a görögök elfoglalták. 1913. március 18-án a városba érkező I. György görög király merénylet áldozata lett.
1915-ben az első világháborúban az antant csapatai partra szálltak a városban és innen indították az offenzívákat Bulgária ellen.
1916-ban I. Konstantin király németbarát politikájával szembefordulva, Venizelosz a városban alakította meg ellenkormányát.
1917. augusztus 18-án a város nagyobbik része a francia katonák okozta tűzben megsemmisült, amelynek következtében 72 000-en maradtak fedél nélkül.
Az egyik legnagyobb kárt a zsidók szenvedték el, ők kivándoroltak főleg Palesztinába, Törökországba, Franciaországba és az Amerikai Egyesült Államokba. A török-görög lakosságcsere következtében sok görög menekült érkezett a városba a török függetlenségi háború után, akik főként İzmir és környékéről is érkeztek. A Nemzetközi Vöröskereszt és a város lakói segítették őket.
A Harmadik Birodalom 1941. április 9-én foglalta el Szalonikit, és 1944. október 30-ig megszállás alatt tartotta. A várost sokszor bombázták a szövetségesek. A holocaustban a zsidó lakosságot szinte teljesen kiirtották. Ma kb. 1000 zsidó él itt. A háború után a várost gyorsan újjáépítették.

## Városrészek

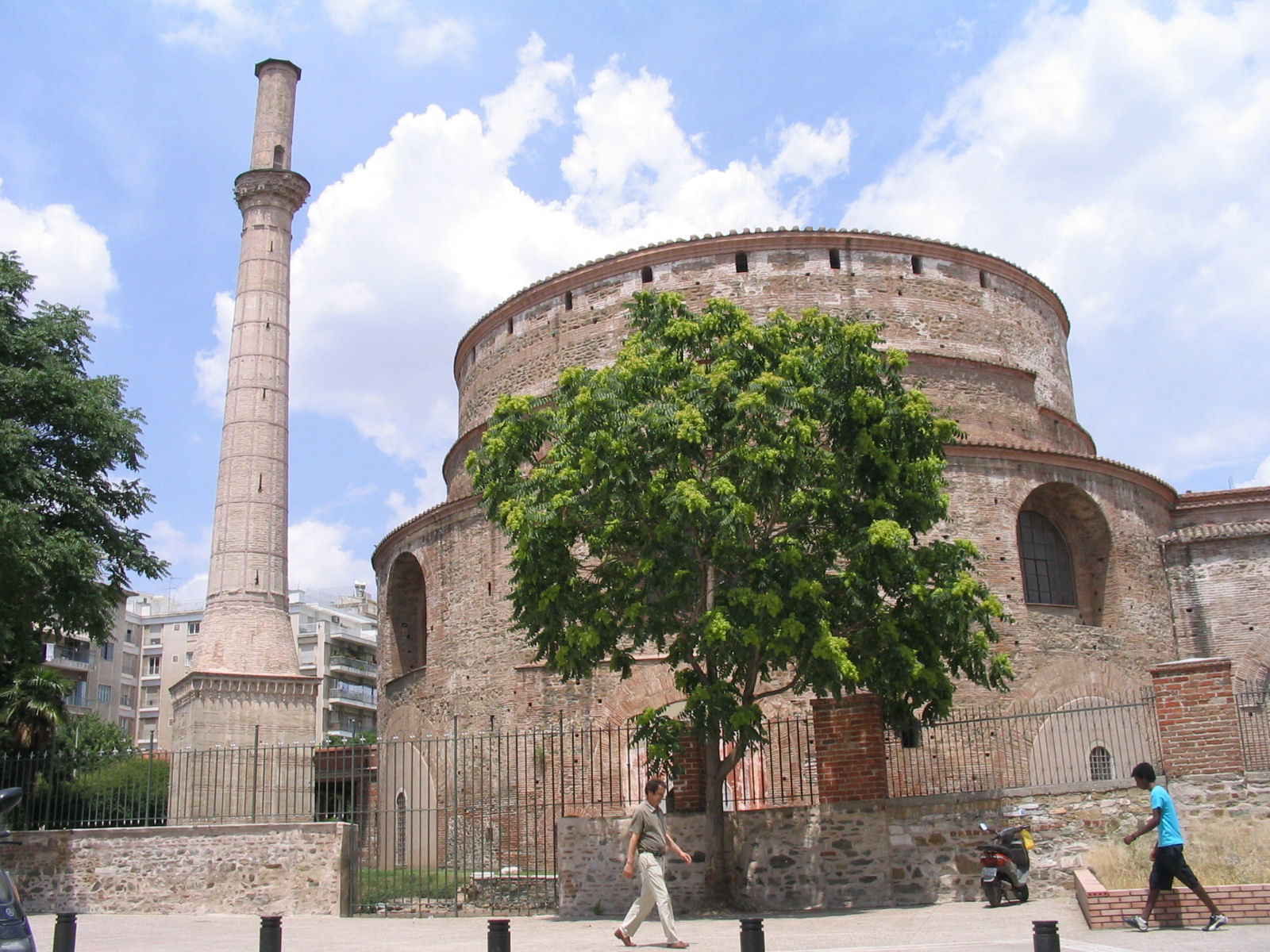
Szent György (Agiosz Gorgiosz) rotunda

| Szaloniki városrészei | Városmag: 1. Szaloniki óváros 2. Kalamariá 3. Pylaia 4. Neapoli-Szükiesz 5. Pavlosz Melasz 6. Kordelio-Evoszmosz 7. Amplelokipoi-Menemeni Agglomeráció: - Delta - Oreokasztro - Pylaia-Chortiatisz - Thermaikosz - Thermi |

## Lakosság

Szaloniki lakossága nemzetiségi összetételének alakulása 1500–1950 között

| görögök | törökök | zsidók |

- 1981: 406 413
- 1991: 383 967
- 2001: 363 987
- 2017: 342 602

## Közlekedés
A város első metróvonalának építését 2006-ban kezdték meg és 2020-ra tervezték befejezni, de ez elcsúszott 2023-ra. 2014-ben bejelentették, hogy szintén 2020-ra szeretnék megépíteni a város első villamosvonalának első szakaszát, a teljes szakaszt pedig 2030-ra tervezik befejezni.

## Nevezetességek

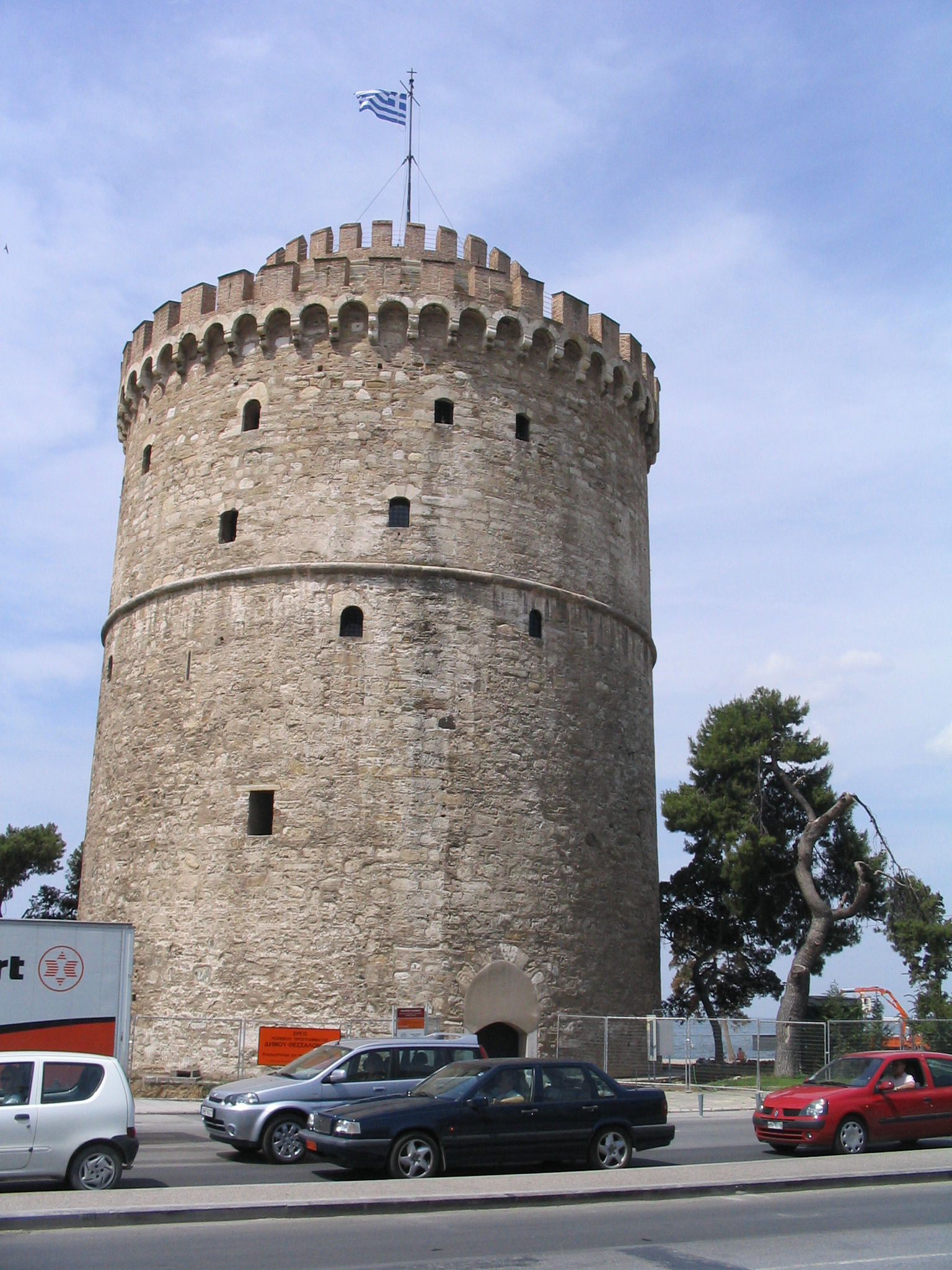
Fehér torony

- Fehér torony (Λευκός Πύργος [Lefkósz Pírgosz])
- Városfal
- Szent Demeter-bazilika
- Rotunda
- Nagy Sándor lovasszobra
- Régi színház
- Hagia Szofia templom (Αγίας Σοφίας)
- Arisztotelész-szobor
- Expo-park
- Thesszaloniki Régészeti Múzeum

## Sportklubok
Labdarúgás:

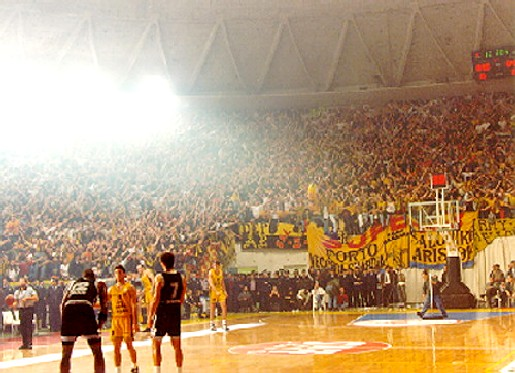
A sportcsarnok 5500 fős. Éppen az Aris játszik

- Iraklis FC 1. osztályban játszik. (2005-2006: 4. hely)
- PAOK FC 1. osztályban játszik. (2004-2005: hely)
- Aris FC 1. osztályban játszik. (2004-2005: 14. hely)
- Apollon Kalamarias 1. osztályban játszik. (2004-2005: 12. hely)
- Agrotikos Asteras – 3. osztály
- Epanomi (volt ILTEX Lykoi, egyesítették őket) – 3. osztály
- Pavlos Melas FC – 3. osztály

## Média

### Újságok
- Makedonia-Thessaloniki
- Agelioforos

### Televíziók

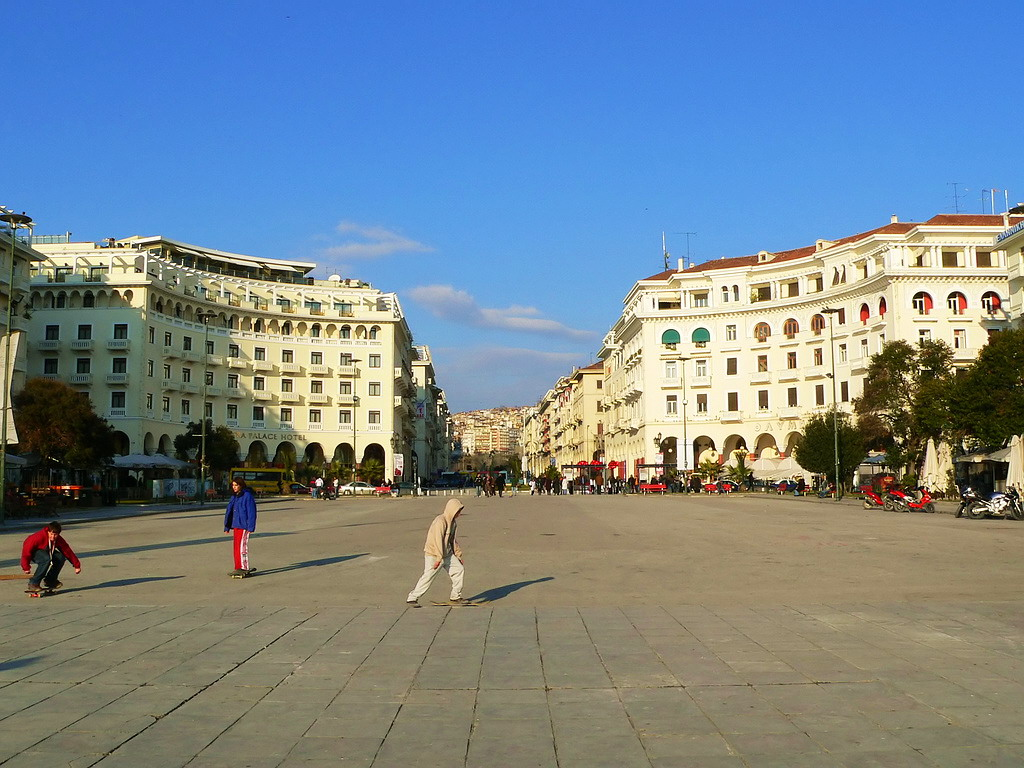
A modern stílusú Arisztotelész tér a tengerpart mellett fekszik

- ERT3 – Elliniki Radiophoniki Tileorasi (ERT)
- TV Macedonia Archiválva 2012. november 27-i dátummal a Wayback Machine-ben
- TV100
- Apollon TV
- Best TV (helyi)
- TV Balkania
- Europe One Archiválva 2021. június 20-i dátummal a Wayback Machine-ben
- Omega TV
- Orion TV
- Panorama TV
- Gnomi TV
- TV Thessaloniki
- Vergina TV
- 4E, Crkvena TV stanica

### Rádiók
- Panorama FM – FM 98,4 MHz
- Star FM[halott link] – FM 97,1 MHz
- Laikos FM[halott link] – FM 87,6 MHz
- Mylos FM – FM 88,5 MHz
- Thessaloniki Radio Deejay – FM 89,0 MHz
- Zoo Radio – FM 90,8 MHz
- Ellinikos FM[halott link] – FM 92,8 MHz
- Heart FM[halott link] – FM 93,1 MHz
- Radio Thessaloniki – FM 94,5 MHz
- Eroticos FM[halott link] – FM 94,8 MHz
- Cosmoradio – FM 95,1 MHz
- Athlitiko Metropolis[halott link] – FM 95,5 MHz
- ERT 3 95.8 FM – FM 95,8 MHz (közszolgálati)
- ERT 3 102 FM – FM 102,0 MHz (közszolgálati)
- Extra Sport Archiválva 2021. március 20-i dátummal a Wayback Machine-ben – FM 103,0 MHz
- Banana FM[halott link] – FM 104.0 MHz
- Rock Radio 104.7 – FM 104,7 MHz
- 1055 Rock – FM 105,5 MHz
- City International – FM 106,1 MHz
- Safari FM – FM 107,1 MHz
- Republic Radio – FM 100,3 MHz

## Híres szülöttei
- Szent Cirill (827–869) hittérítő
- Mustafa Kemal Atatürk (1881–1938), Törökország volt elnöke és miniszterelnöke

## Testvérvárosok
| - Hartford (Connecticut), USA, 1962. május 5-től - Plovdiv, Bulgária, 1984. február 27-től - Melbourne, Ausztrália, 1984. március 19-től - Limassol, Ciprusi Köztársaság, 1984. június 30-tól - Lipcse, Németország, 1984. október 10-től - Bologna, Olaszország, 1984. október 20-tól - Pozsony, Szlovákia, 1986. április 23-tól | - Köln, Németország, 1988. május 3-tól - Konstanca, Románia, 1988. július 5-től - San Francisco, USA, 1990. augusztus 6-ától - Nizza, Franciaország, 1992. március 20-tól - Alexandria, Egyiptom, 1993. július 12-től - Tel-Aviv, Izrael, 1994. november 24-től |